# Rubén Héctor Sosa
Rubén Héctor Sosa (ur. 14 listopada 1936, zm. 13 września 2008) – piłkarz argentyński noszący przydomek El Marqués, napastnik (lewy łącznik). Wzrost 183 cm, waga 80 kg.
Sosa karierę piłkarską rozpoczął w klubie CA Platense. W 1958 roku został piłkarzem klubu Racing Club de Avellaneda i w tym samym roku razem z Racingiem świętował swój pierwszy tytuł mistrza Argentyny. W 1959 roku był kolejny sukces klubowy – wicemistrzostwo Argentyny.
Jako piłkarz klubu Racing wziął udział w turnieju Copa América 1959, gdzie Argentyna zdobyła mistrzostwo Ameryki Południowej. Sosa zagrał w czterech meczach – z Peru (zmienił Pedro Manfrediniego i zdobył bramkę), Paragwajem (zdobył bramkę), Urugwajem (zdobył 2 bramki) i Brazylią.
Następnie wziął udział w ekwadorskim turnieju Copa América 1959, gdzie Argentyna została wicemistrzem Ameryki Południowej. Sosa zagrał w trzech meczach – z Paragwajem (tylko w drugiej połowie – w przerwie zmienił Omara Garcíę), Ekwadorem (zdobył bramkę) i Urugwajem (w 65 minucie zastąpił go Miguel Ruiz).
Jako gracz Racingu wziął udział w turnieju Copa del Atlántico 1960, gdzie Argentyna zajęła drugie miejsce. Sosa zagrał w dwóch meczach – z Paragwajem (zdobył bramkę) i Brazylią (zdobył bramkę).
W grudniu 1960 roku zagrał w dwóch wygranych meczach z Ekwadorem w ramach eliminacji do finałów mistrzostw świata w 1962 roku. W 1961 roku zdobył z Racingiem swój drugi tytuł mistrza Argentyny. W 1962 roku wziął udział w chilijskich finałach mistrzostw świata, gdzie Argentyna nie zdołała wyjść z grupy. Sosa zagrał tylko w meczu z Anglią.
Razem z Racingiem wziął udział w nieudanym turnieju Copa Libertadores 1962, gdzie Racing odpadł w fazie grupowej. W Racingu Sosa grał do 1964 roku – rozegrał w tym klubie 151 meczów i zdobył 82 bramki, z tego w lidze 141 meczów i 81 bramek. W Racingu razem z Raúlem Belén tworzył jedną z trzech najsłynniejszych dwójek napastników w dziejach klubu. Wiele bramek dwójka ta zdobywała po niezwykle celnych dośrodkowaniach Beléna, które Sosa kończył głową.
Łącznie w lidze argentyńskiej Sosa rozegrał 181 meczów i zdobył 96 bramek. W 1965 roku przeniósł się do Urugwaju, gdzie do 1966 roku grał w klubie CA Cerro, a w 1967 roku w klubie Club Nacional de Football, z którym zdobył wicemistrzostwo Urugwaju i dotarł do finału Copa Libertadores 1967. Karierę piłkarską zakończył w 1968 roku w USA, w klubie Boston Beacons, w którym rozegrał 17 meczów i zdobył 7 bramek.
W reprezentacji Argentyny Sosa rozegrał 17 meczów i zdobył 11 bramek.
Zyskał sobie przydomek El Marqués (czyli markiz) z powodu niezwykle eleganckiego sposobu główkowania.